# Otzinachsonia
Otzinachsonia beerboweri
Genre
Espèce
Otzinachsonia est un genre fossile de plantes de l'ordre des Isoetales. Les restes fossiles de la seule espèce connue du genre, Otzinachsonia beerboweri, ont été découverts dans un dépôt de la formation de Catskill dans des roches datant de la fin du Famennien du Dévonien supérieur, aux environs de Hyner, dans le Comté de Clinton (Pennsylvanie).
Otzinachsonia présente une tige cylindrique, mesurant jusqu'à 10 cm de haut, s'évasant en un cornet évasé dans sa zone basale. Attaché au cornet et à la partie inférieure de la tige, le rhizomorphe, se trouve un système racinaire composé de nombreuses petites racines noyées dans les orthocotyles et de plus grosses racines concentrées dans les sillons. Au-dessus des cicatrices racinaires de la zone basale, il existe une zone de transition entre le rhizomorphe et la zone distale de la tige qui est complètement dépourvue de cicatrices. Dans les parties distales de la tige, des cicatrices elliptiques apparaissent dans des motifs hélicoïdaux parasites. Ces cicatrices ont été laissées par les feuilles de la plante, qui ne sont conservées dans aucun des cas. Les cicatrices des feuilles les plus basales présentent dans leur partie supérieure de petits ponts transversaux de quelques millimètres.

## Description
Les restes fossiles d'Otzinachsonia sont constitués de cinq spécimens partiellement carbonisés inclus dans une matrice de limonite. Ces restes consistent en des tiges bulbeuses avec une partie du système racinaire et sans les feuilles supérieures. La tige a une forme évasée caractéristique dans sa zone basale, un cornet d'épaisseur variable, d'une longueur de 3,5 à 10,3 cm tandis que le corps principal a un diamètre de 2,5 à 7,2 cm. Les caractères anatomiques de cette espèce sont similaires à ceux de son contemporain Cyclostigma, et les deux taxons partagent probablement une position basale dans l'ordre des Isoetales.
La partie distale de la tige conserve une épaisseur constante sur la majeure partie de sa longueur. Par extrapolation des proportions observées sur les spécimens les plus complets, il a été estimé que la hauteur du spécimen avec le plus grand corme est de 120 cm. Le cornet formant la tige à sa base est a quatre lobes. Lorsque ces quatre lobes ne peuvent pas être observés directement sur les fossiles, leur présence peut être déduite des proportions connues sur les spécimens les plus complets et des stries présentes sur la tige. Les lobes des cormes dépassent nettement de la tige, de jusqu'à 3 cm dans le cas le plus marquant. Les racines ont été préservées dans trois des spécimens connus, bien qu'un seul d'entre eux les ait dans une position tridimensionnelle, formant une masse compacte. Ces racines sont de petite taille, mesurant entre 4 et 5 mm de diamètre et un maximum de 5,5 cm de longueur, ce qui correspond à une racine fractionnée, et toutes sont fortement comprimées après le processus de fossilisation. Malgré la compression, on peut observer deux bandes concentriques de tissu avec un remplissage de limonite à l'intérieur. Cela suggère que les racines étaient complètement creuses, comme chez certaines espèces existantes.
Bien que peu de racines aient été préservées, les cicatrices qu'elles laissent sur la tige et le cornet sont clairement visibles. Les cicatrices sont toujours circulaires ou ovales et complètement plates par rapport à l'organe dans lequel elles apparaissent, bien que leur taille varie en fonction de cette localisation. Dans la zone des lobes des cormes, les cicatrices ont un diamètre d'environ 1 à 2 mm, tandis que dans les sillons de la tige, elles mesurent environ 8 mm. Quelques spécimens présentent des cicatrices de deux types sur leurs tiges, d'une part les cicatrices de la racine dans la zone du cornet et d'autre part les cicatrices de la feuille sur la tige et l'apex. Les deux régions sont parfaitement séparées par une région totalement dépourvue de cicatrices ou de protubérances.
La partie supérieure de la tige porte les cicatrices laissées par les feuilles. Ces cicatrices foliaires conservent toujours un schéma d'insertion nettement hélicoïdal. Les orthostates, une bande de cicatrices alignées sur la longueur de la tige, forment des angles plus grands dans les zones basales qu'aux extrémités. Ainsi, dans la zone la plus proche du cornet, l'angle est compris entre 55 et 50º, tandis que près de l'apex, il est compris entre 36 et 60º. Les cicatrices foliaires ont un profil circulaire à ovale et sont formées par deux protubérances réniformes dont les extrémités sont jointes et se font face par leurs profils concaves. L'espace laissé entre les deux protubérances réniformes est interprété comme la trace de la feuille et comporte un tissu présumé être un parenchyme. Les cicatrices foliaires de la partie inférieure de la tige présentent de fines stries transversales d'une épaisseur de 1 mm et d'une longueur de 7 à 9 mm, qui relient les sommets de plusieurs d'entre elles.

## Habitat et répartition
Les restes fossiles d'Otzinachsonia ont été découverts dans une série de strates exposées après le défrichage d'une colline appelée Red Hill lors de la construction d'une route dans la ville de Hyner, dans le Comté de Clinton (Pennsylvanie). Red Hill appartient à la formation de Catskill. Les études géologiques menées dans la région ont montré que cette formation correspond à un écosystème de transition fluvio-marine caractérisé par une forte sédimentation deltaïque.
Les fossiles du site sont à la fois terrestres et marins. La flore associée à Otzinachsonia est caractéristique des zones humides dévoniennes d'Amérique du Nord, les spécimens des genres Archaeopteris et Rhacophyton étant particulièrement abondants. Les autres genres présents sont Barinophyton, Protobarinophyton, Lepidodendropsis, Gillespiea, Aglosperma et Duodimidia. Parmi la faune, plusieurs espèces de poissons ont été identifiées, dont des acanthodiens de la famille des Gyracanthidae, les chondrichthyens Ctenacanthus et Ageleodus, et les ostéichthyens Ctenacanthus, Ageleodus, Limnomis, Sauripterus et Hyneria. Les études biostratigraphiques et palynologiques réalisées sur le site concluent que l'horizon dans lequel apparaissent les restes végétaux correspond à la période famennienne du Dévonien supérieur.

## Étymologie
Le nom générique, Otzinachsonia, vient du nom indigène de la rivière Susquehanna, Otzinachson, située à proximité du site de découverte de l'espèce. L'épithète spécifique, beerboweri, fait référence au paléontologue américain James Richard Beerbower (d).

## Systématique
Le genre et l'espèce ont été décrits en 2005 par les paléobotanistes Walter L. Cressler Iii et Hermann W. Pfefferkorn. De l'ordre des Isoetales, Otzinachsonia n'a été classé dans aucune famille,,.